# Čížov (Horní Břečkov)

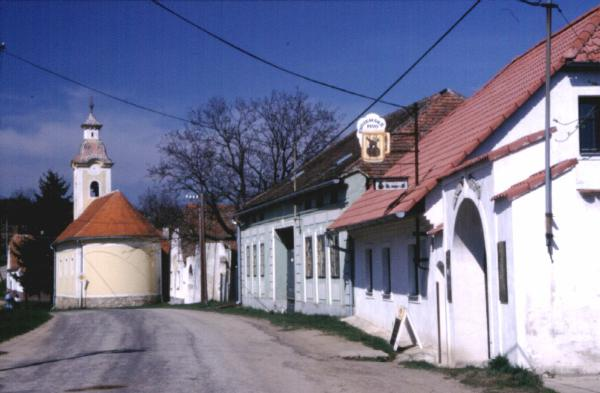
Hauptstraße von Čížov

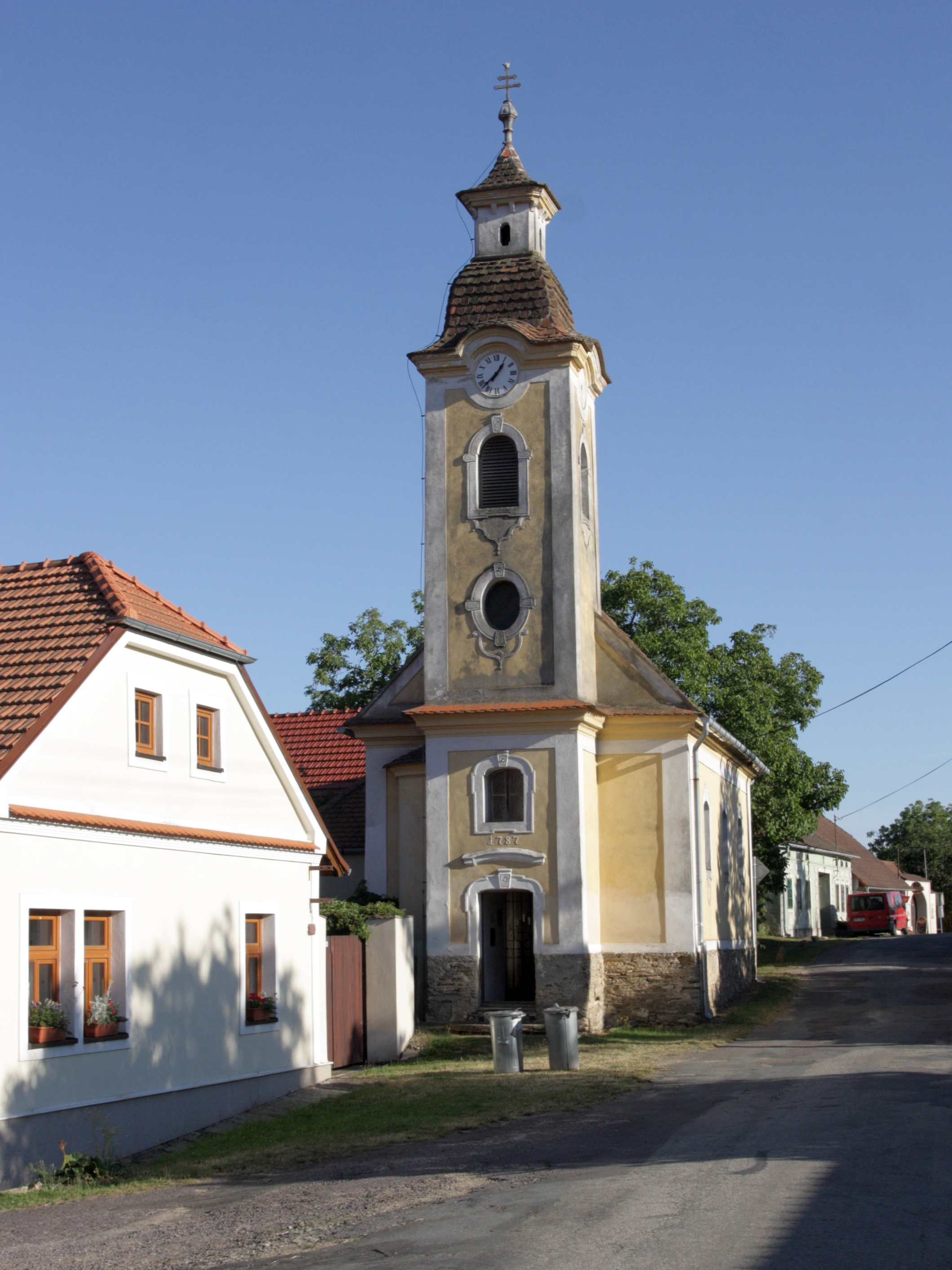
Hauptstraße von Čížov

Čížov (deutsch Zaisa) ist ein Ortsteil der Gemeinde Horní Břečkov in Tschechien. Er liegt 13 Kilometer westlich von Znojmo nahe der tschechisch-österreichischen Grenze und gehört zum Okres Znojmo.

## Geographie
Čížov befindet sich auf dem Gebiet des Nationalparkes Podyjí in der Vranovská pahorkatina (Frainer Hügelland). Das Straßendorf liegt am südwestlichen Fuße des Větrník (Mühlberg, 510 m n.m.) auf einer Terrasse rechtsseitig über dem Tal des Klaperův potok (Rohnsbach). Südwestlich des Dorfes entspringt der Schwemmbach. Im Osten erhebt sich der Čížovský kopec (Jaser, 438 m n.m.), südöstlich der Trávníčkův kopec (428 m n.m.), im Südwesten der Vinohrad (440 m n.m.) und der Na Vyhlídce (Brünndelberg, 450 m n.m.). Anderthalb bis zwei Kilometer westlich und südlich des Dorfes verläuft das tief eingeschnittene Kerbtal der Thaya, die auf diesem Abschnitt das tschechische Gebiet verlässt und die Grenze zu Österreich bildet.
Nachbarorte sind Lesná im Norden, Vracovice, Horní Břečkov und Milíčovice im Nordosten, Citonice und Bezkov im Osten, Mašovice, Lukov und Nová Ves im Südosten, Merkersdorf und Hardegg im Süden, Mallersbach und Felling im Südwesten, Podmyče im Westen sowie Zadní Hamry, Vranov nad Dyjí und Onšov im Nordwesten.

## Geschichte
Archäologische Funde belegen eine frühzeitliche Besiedlung der Gegend, zwischen Čížov und Horní Břečkov wurden zwei Steinbeile aus der Steinzeit aufgefunden.
Die erste urkundliche Erwähnung des zur Burg Frain gehörigen Dorfes Čížov erfolgte am 28. September 1323, als König Johann von Luxemburg die landherrliche Burg zusammen mit der Stadt Jevíčko bei Heinrich von Leipa gegen die Stadt Tachov eintauschte. Nachfolgende Besitzer waren die Herren von Lichtenburg, die die Herrschaft 1515 an Arkleb von Boskowitz veräußerten; dabei wurde Čížov als wüstes Dorf genannt. Danach gehörte die Herrschaft ab 1523 Johann von Pernstein und ab 1525 Zdenek Mezeřícký von Lomnitz; in dieser Zeit wurde der Ort mit deutschen Siedlern neu besiedelt. Als 1552 Wolf Kraiger von Kraigk die Herrschaft Frain erwarb, war Zeyssa wieder bewohnt. Nachfolgende Besitzer waren ab 1558 Peter Čertoregský von Čertoreg, ab 1570 die Herren von Dietrichstein sowie ab 1601 Hans Wolfarth Strein von Schwarzenau. Im Jahre 1618 erwarb Wolf Dietrich von Althann die Herrschaft, seine Besitzungen wurden wegen seiner Beteiligung am Ständeaufstand nach der Schlacht am Weißen Berg konfisziert. Ab 1629 gehörte die Herrschaft Johann Ernst von Scherfenberg und ab 1665 den Grafen Starhemberg. 1647 brach die Pest aus. 1680 erwarb Reichsgraf Michael Johann von Althann die Herrschaft Frain. Im Jahre 1718 wurde das Dorf als Zeysa bezeichnet. 1756 begann der Bau der Kapelle, 1770 wurde der Friedhof angelegt. Josef von Althann, dem die Herrschaft seit 1774 gehörte, verschuldete sich mit dem Umbau des Schlosses Frain so sehr, dass er 1793 in Konkurs ging. Daraus erwarb Joseph Hilgartner Ritter von Lilienborn die Herrschaft, er veräußerte sie 1799 an Stanislaw Graf Mniszek. Während der Napoleonischen Kriege wurden in den Jahren 1805 und 1809 in Zaisa französische Soldaten einquartiert. 1821 entstand eine einklassige Volksschule.
Im Jahre 1834 bestand das Dorf Zaisa bzw. Čižow, früher auch Čihow genannt, aus 49 Häusern mit 255 überwiegend deutschsprachigen Einwohnern. Im Ort gab es eine Schule und eine Kapelle. Pfarrort war Fröschau. Bis zur Mitte des 19. Jahrhunderts blieb Zaisa der Allodialherrschaft Frain samt der Burg Neuhäusel untertänig. Amtsort war der Markt Frain.
Nach der Aufhebung der Patrimonialherrschaften bildete Zaisa / Čížov ab 1849 eine Gemeinde im Gerichtsbezirk Frain. 1868 wurde das Dorf Teil des Bezirkes Znaim. Der Österreichische Touristenklub errichtete um 1870 auf den Felsen gegenüber von Hardegg den Aussichtspavillon Luitgardenwarte. Zwischen 1873 und 1874 wurde auf österreichischer Seite die Straße von Niederfladnitz nach Hardegg neu gebaut, dabei wurde auch die Furt durch die Thaya durch eine neue Straßenbrücke ersetzt. Im Jahre 1884 erfolgte der Fortbau der Straße auf der mährischen Seite von der Thayabrücke über Zaisa und Oberfröschau bis zur Znaimer Straße bei Edenthurn. 1894 wurde das Schulhaus umgebaut. Im Jahre 1900 gründeten die Gemeinden Oberfröschau, Luggau, Milleschitz, Edenthurn, Liliendorf und Zaisa eine gemeinschaftliche Spar- und Darlehenskasse mit Sitz in Oberfröschau. Im Jahre 1910 lebten in den 51 Häusern von Zaisa 196 Personen, davon waren 189 deutschsprachig.
Nach dem Ersten Weltkrieg zerfiel der Vielvölkerstaat Österreich-Ungarn, Zaisa wurde 1918 Teil der neu gebildeten Tschechoslowakischen Republik. Die Gemeinden Oberfröschau, Luggau, Milleschitz, Edenthurn, Liliendorf und Zaisa gründeten 1924 auch gemeinsam eine Molkereigenossenschaft. 1927 wurde in Zaisa eine Freiwillige Feuerwehr gebildet. Beim Zensus von 1930 bestand Zaisa aus 51 Häusern und hatte 223 Einwohner, darunter 160 Deutsche. Im selben Jahre entstand in Zaisa ein Zollhaus mit Zollbeamtenwohnungen. Mitte der 1930er Jahre wurden bei Zaisa und entlang der Grenze im Thayatal zwei leichte Bunkerlinien des Tschechoslowakischen Walls errichtet. Nach dem Münchner Abkommen wurde das Dorf 1938 von deutschen Truppen besetzt und dem deutschen Landkreis Znaim zugeordnet. Das nicht mehr zu seinem ursprünglichen Zweck benötigte Zollamtsgebäude wurde bis 1945 von Reichsarbeitsdienst für Frauen genutzt. Im 1939 wurde Zaisa nach Oberfröschau eingemeindet. Nach dem Ende des Zweiten Weltkrieges kam Čížov zur Tschechoslowakei zurück und bildete wieder eine Gemeinde im Okres Znojmo. Am 21. Juni 1945 wurden die deutschen Bewohner aus Čížov vertrieben.

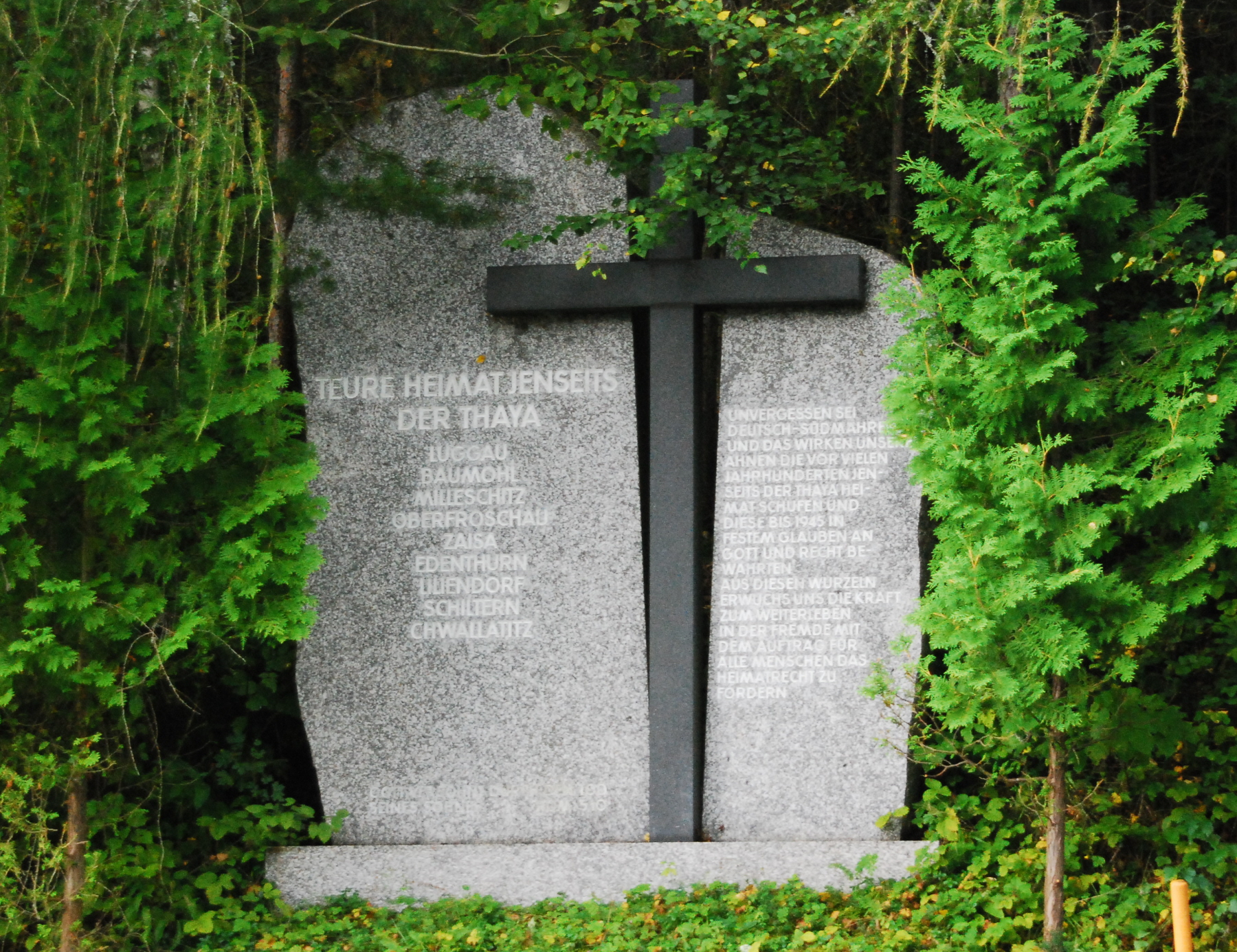
Gedenkstein der Heimatvertriebenen in Hardegg

Zum Gedenken an die Vertreibung der deutschen Bevölkerung nach dem Zweiten Weltkrieg wurde in Hardegg ein Gedenkstein errichtet.
Der Grenzübergang nach Österreich wurde 1945 geschlossen. Nach 1948 entstand vor der Grenze der „Eiserne Vorhang“. 1960 wurde Čížov nach Horní Břečkov eingemeindet.

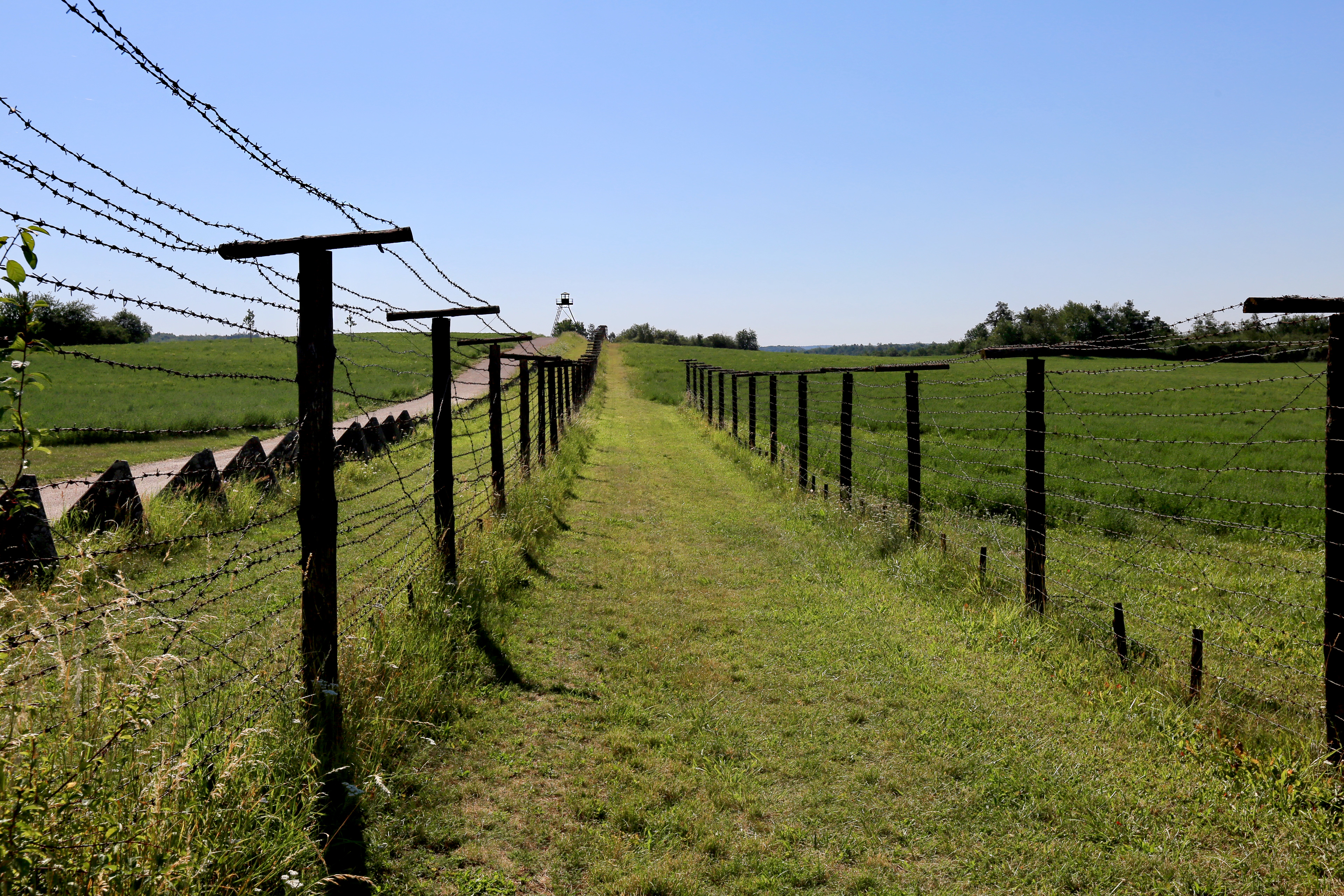
Ein Teil des letzten noch erhaltenen Eisernen Vorhangs in Tschechien

Nach der Samtenen Revolution im Jahr 1989 begann die Öffnung des Eisernen Vorhangs. Als Grenzübergang wurde auch die Thayabrücke von Hardegg wieder in Dienst gestellt. Die Thayabrücke wurde Anfang 1990 wieder instand gesetzt; am 12. April 1990 erfolgte die Wiedereröffnung des Grenzübergangs nach Hardegg als Wanderübergang. Wegen der vorgesehenen Errichtung des Nationalparks Podyjí erfolgte jedoch keine Freigabe der Straße für den grenzüberschreitenden Kraftfahrzeugverkehr. Im Jahre 1991 hatte Čížov 62 Einwohner. Beim Zensus von 2001 bestand der Ort aus 33 Wohnhäusern, in denen 68 Menschen lebten. Insgesamt gibt es in Čížov 41 Adressen.

## Sehenswürdigkeiten
- Spätbarocke Kapelle der Schmerzhaften Jungfrau Maria und der Vierzehn Nothelfer, sie entstand in den Jahren 1756–1757 auf Kosten der Gemeinde und wurde den Vierzehn Nothelfern geweiht. Für Planung und Bau ist vermutlich der Baumeister Matthias Kirchmayer aus Frain verantwortlich. Auftraggeber für den Bau war der Kavalleriegeneral Michael Anton Graf von Althann. Er war der vorletzte Althann auf Frain. Im Jahre 1785 begann eine Erweiterung der Kapelle, der Turm wurde 1787 errichtet. 1862 entstand die Sakristei gemeinsam mit den Fresken beim Altar. Für liturgische Zwecke wurde die Kapelle so selten genutzt, so dass der Bischof in Brünn verbot, hier das Allerheiligste aufzubewahren.
- Jagdaltan Lusthaus, erbaut in der Mitte des 18. Jahrhunderts, im Wald nordwestlich des Dorfes
- Thayabrücke Hardegg – Čížov, südlich des Dorfes an der Grenze nach Österreich
- Aussichtsaltan Hardeggská vyhlídka (Luitgardenwarte), südlich des Dorfes auf einem Felsen über dem Thayatal mit Blick auf Hardegg und die Burg Hardegg. Er wurde um 1870 ein wenig abseits von der Straße von Zaisa nach Hardegg durch den noch jungen Österreichischen Touristenklub ÖTK errichtet und nach der Gattin des Grundbesitzers, Graf Stadnitzky aus Frain benannt.
- Am südlichen Ortsrand, dem Grenzübergang Hardegg zugewandt, steht das ehemalige Zollhaus mit seinem einst mit Maschinengewehren bewaffneten Bunker. Heute beherbergt es das Informationszentrum des Národní park Podyjí.
- Gedenkstätte des Eisernen Vorhangs am Trávníčkův kopec, weit weg von der eigentlichen Staatsgrenze an der Thaya. Sie zeigt den einzig erhaltenen Abschnitt der bis 1989 bestehenden Grenzbefestigungen der Tschechoslowakei im Kalten Krieg mit einem Wachturm, Grenzzäunen, Sperren und Signaleinrichtungen[5]
- ehemaliger Dorffriedhof, er wird seit der Vertreibung der deutschsprachigen Ortsbewohner nicht mehr benutzt. Auf den Grabsteinen – die Kreuze aus Gusseisen sind bis auf ein einziges verschwunden – dominiert der Name Dungl.
- Pestmarterl von 1647
- Gehöfte in Volksbauweise

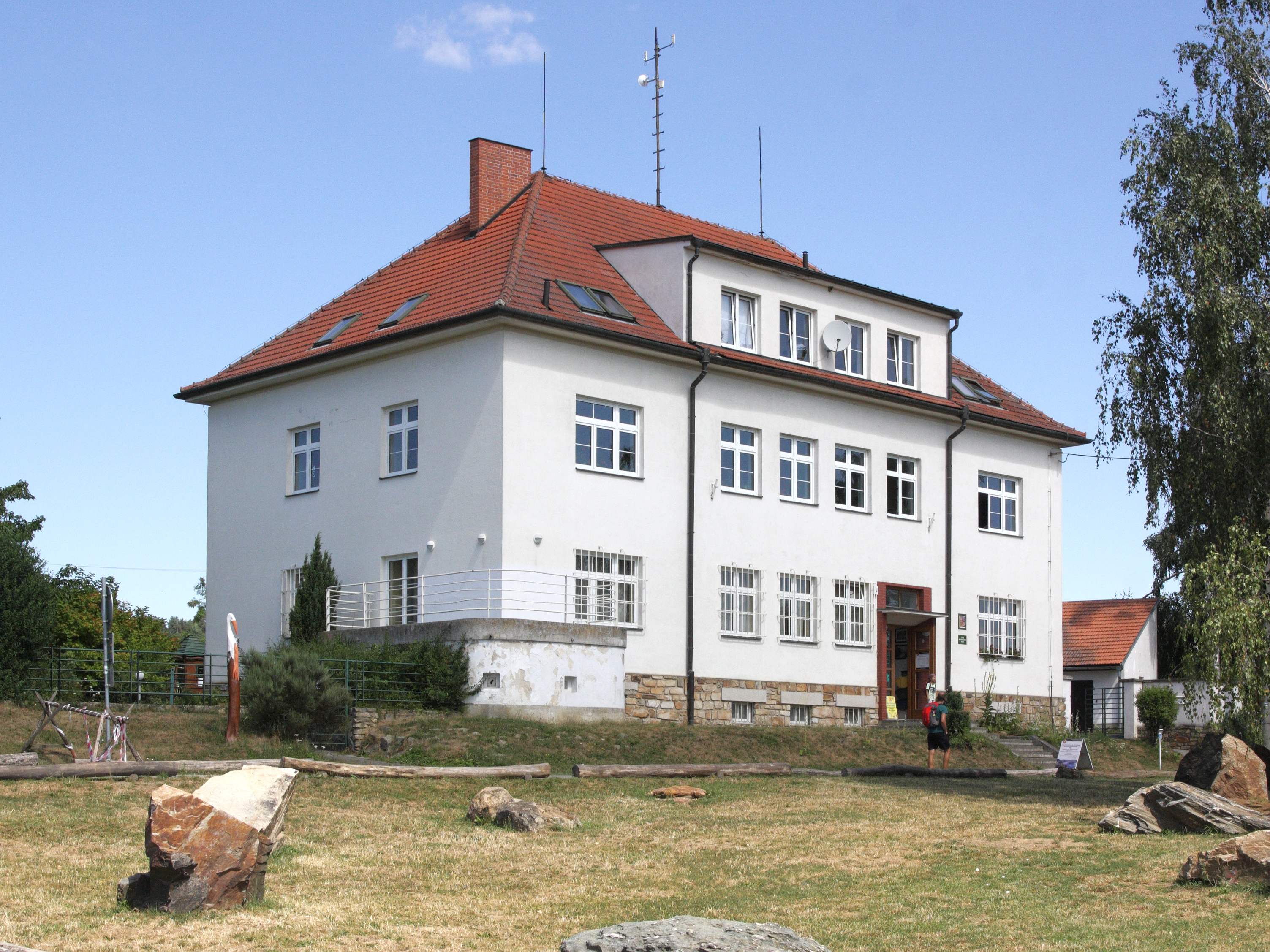
Informationszentrum des Národní park Podyjí im alten Zollhaus
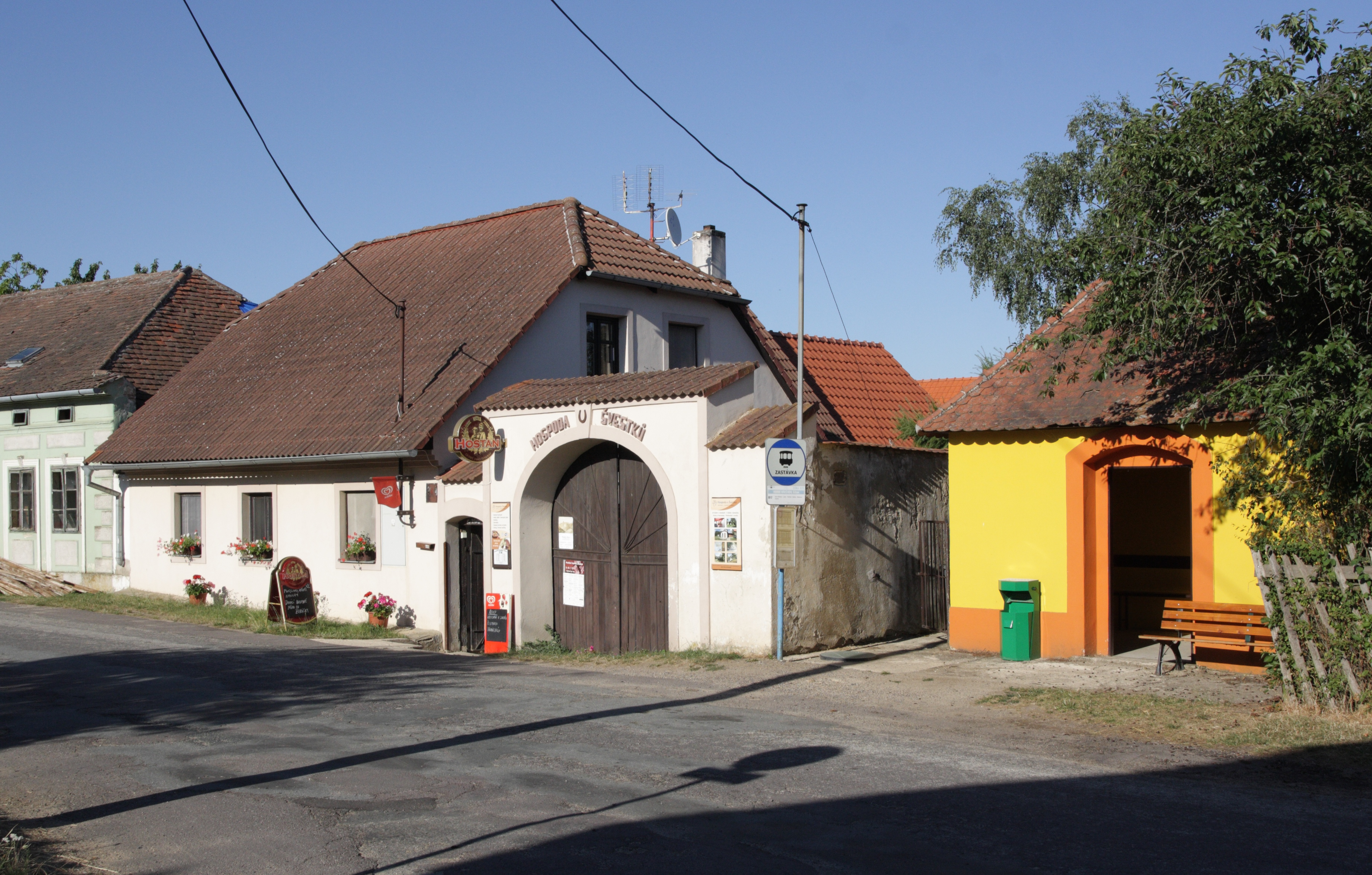
Gasthof und Buswartehäuschen
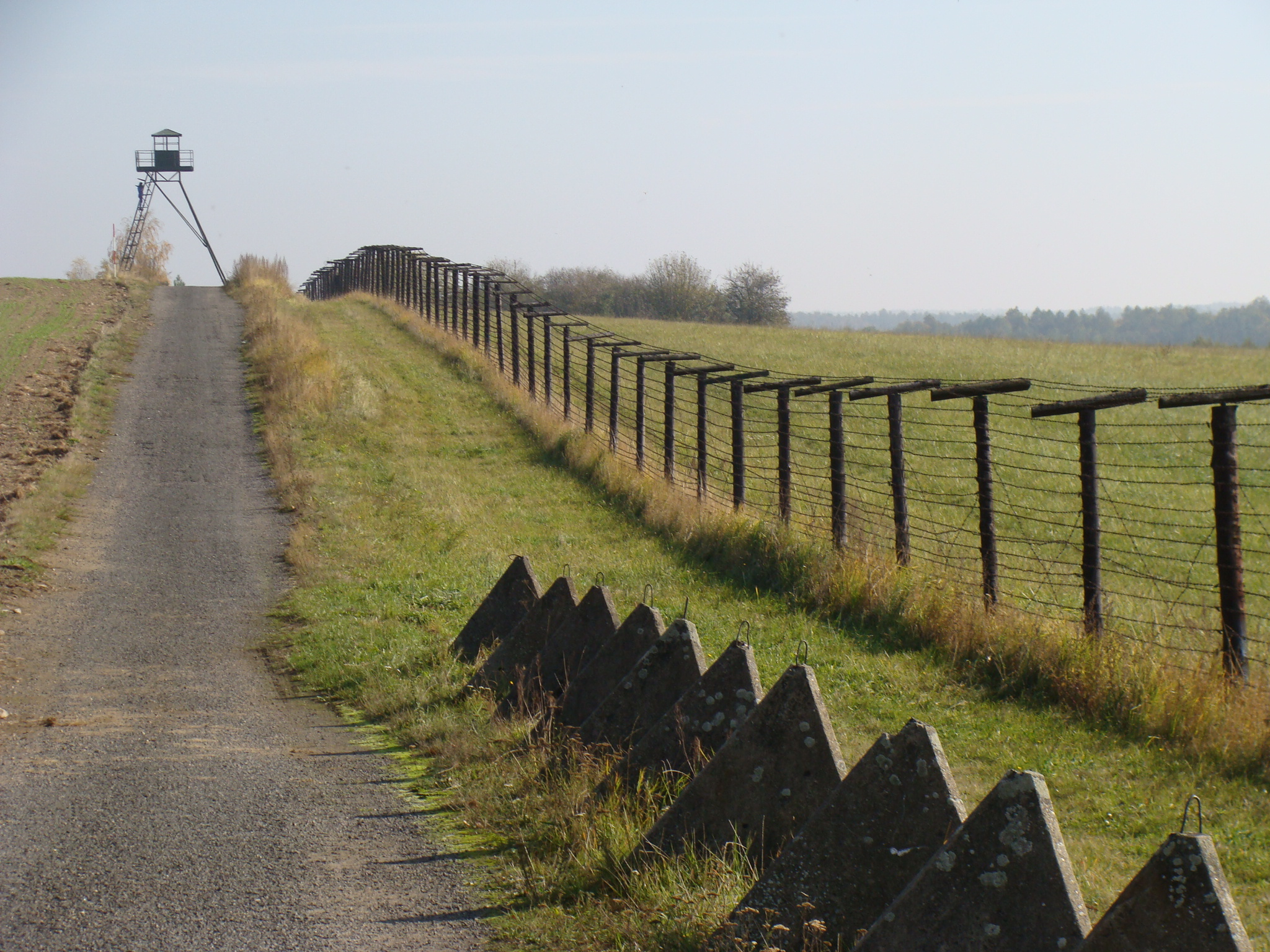
Erhaltener Abschnitt des Eisernen Vorhangs
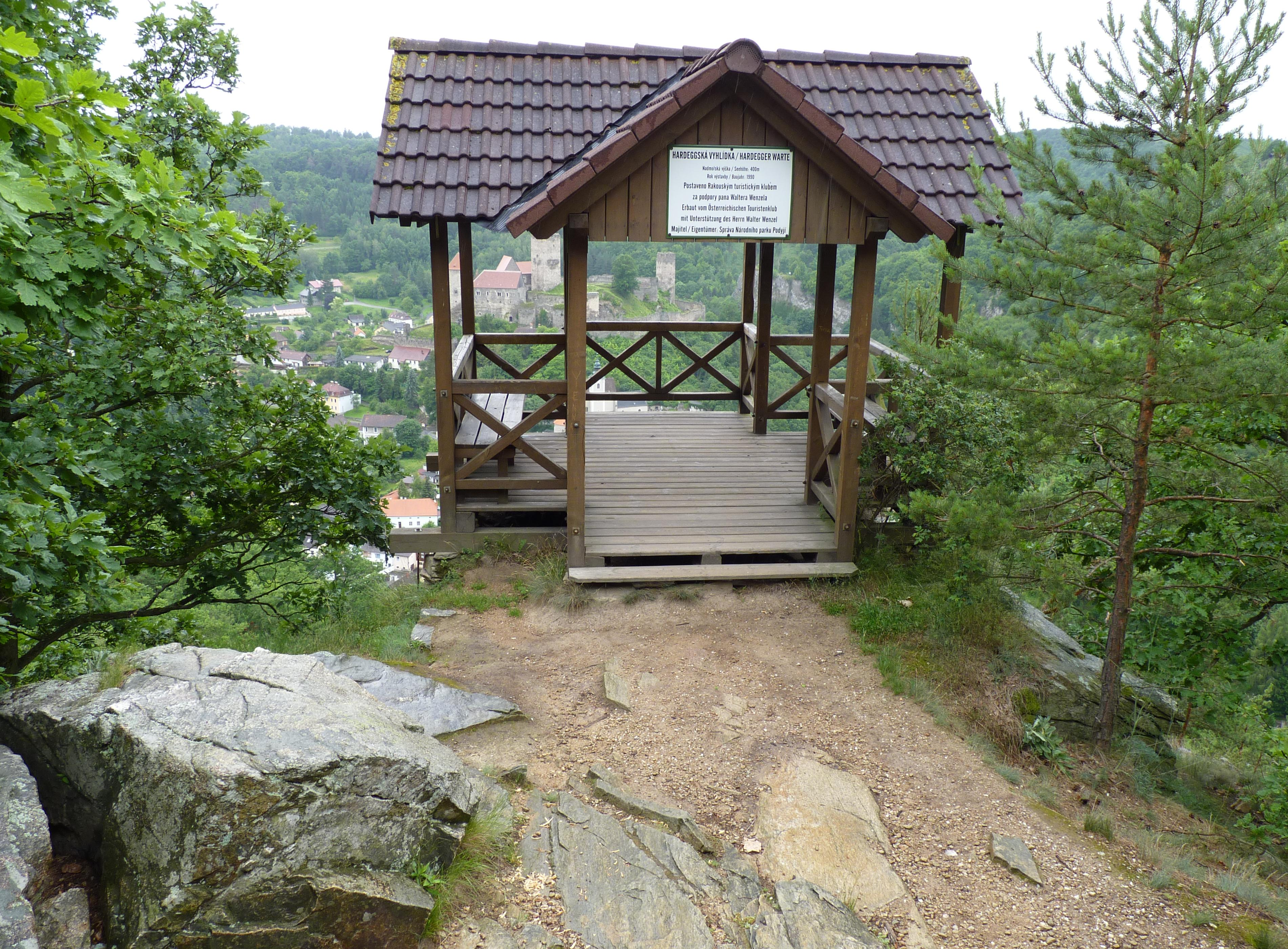
Luitgardenwarte